# 第3師団 (チリ陸軍)
第3師団（だいさんしだん、III División）は、チリ陸軍の師団の一つ。師団の名称がついているが実質は軍管区に相当する。ロス・リオス州バルディビアに司令部を置き、ビオビオ州、ラ・アラウカニア州、ラ・アラウカニア州、ロス・リオス州及びロス・ラゴス州の防衛警備を担当する。

## 部隊編成
- 師団司令部
- 第7増強連隊「チカブーコ」
  - 第6歩兵大隊「チカブーコ」
  - 第3砲兵群「シルバ・レナード」
  - 第3自動車化通信中隊「クリコ」
  - 第3後方支援中隊「コンセプシオン」
  - 憲兵中隊
- 第9増強連隊「アラウコ」
  - 第13山岳歩兵大隊「アンダリエン」
  - 第4工兵大隊「アラウコ」
  - 自動車化中隊
- 第17増強連隊「ロサンゼルス」 
  - 山岳歩兵大隊
  - 工兵中隊
  - 偵察小隊
- 第8歩兵連隊（大隊規模）「トゥカペル」
- 第9歩兵連隊（大隊規模）「チリアン」
- 第12歩兵連隊（大隊規模）「サングラ」
- 第2砲兵連隊（大隊規模）「マトゥラーナ」
- 第3騎兵連隊（大隊規模）「ウサレス」
- 第4通信連隊（大隊規模）「メンブリラル」
- 第4師団後方支援大隊「ビクトリア」